# Karl Gustav von Sandrart
Karl Gustav von Sandrart (9 tháng 6 năm 1817 tại Stettin – 27 tháng 1 năm 1898 tại Koblenz) là một sĩ quan quân đội Phổ, đã được thăng đến cấp Thượng tướng Bộ binh. Ông đã từng tham gia trong cuộc Chiến tranh Áo-Phổ (1866) và cuộc Chiến tranh Pháp-Đức (1870 – 1871).

## Tiểu sử
Karl Gustav là con trai của viên Thượng tướng Kỵ binh Phổ Karl Wilhelm Emanuel von Sandrart (1773 – 1859).
Sandrart đã học Trường Trung học Marienstift ở quê nhà Stettin của mình và vào năm 1833, ông đã nhập ngũ trong Trung đoàn Phóng lựu số 2 (Pommern 1) của quân đội Phổ. Vào năm 1848, ông đã tham gia giao chiến trên đường phố kinh thành Berlin, rồi sau đó là trong cuộc Chiến tranh Schleswig-Holstein giữa người Đức với Đan Mạch. Vào năm 1852, ông được thăng quân hàm Đại úy, và không lâu sau đó ông được bổ nhiệm làm khảo sát viên trong Bộ Tổng tham mưu. Đến năm 1856, ông được phong cấp bậc Thiếu tá.
Trong các năm 1859 – 1860, Sandrart đã gia nhập bộ tham mưu của viên tướng Tây Ban Nha O'Donnell trong chiến dịch của ông này tại Maroc, và chứng kiến các trận đánh tại Samsa và Vad Râs.
Vào năm 1863, ông được lên quân hàm Đại tá, và vào năm 1864 ông được phong cấp Tư lệnh của Trung đoàn Phóng lựu 2 (Pommern số 9), và đã chỉ huy trung đoàn trong các trận đánh lớn tại Gitschin và Königgrätz-Sadowa. Sau khi cuộc chiến tranh kết thúc, ông được thăng cấp bậc Thiếu tướng và Tư lệnh của Lữ đoàn Bộ binh số 23.
Khi cuộc Chiến tranh Pháp-Đức bùng nổ vào năm 1870, ông là Tư lệnh của Sư đoàn số 9, và đã thống lĩnh sư đoàn của mình tham gia các trận đánh lớn ở Frœschwiller-Wœrth, Sedan và trận đánh cuối cùng của cuộc vây hãm Paris ở núi Valérien. Trên cương vị này, ông đã được tướng tư lệnh của mình là Hugo von Kirchbach và Thái tử Phổ Friedrich Wilhelm. Vì những cống hiến của ông trong cuộc chiến tranh chống Pháp thắng lợi, Friedrich đã đề trình lên vua cha Wilhelm I một bản báo cáo vào ngày 3 tháng 2 năm 1871, trong đó Thái tử yêu cầu cha mình phong tặng Huân chương Quân công danh giá cho von Sandrart.
Thông qua Mệnh lệnh cao nhất của chính quyền (Allerhöchste Kabinettsorder) gửi đến Bộ Chỉ huy Tối cao của Tập đoàn quân số 3 vào ngày 15 tháng 2 năm 1871, Quốc vương Phổ trao tặng cho Sandrart huân chương cao quý nhất của Vương quốc Phổ.
Sau khi cuộc chiến tranh kết thúc, ông được ủy nhiệm làm Tư lệnh của Sư đoàn số 30, tại Elsaß-Lothringen, lãnh thổ mà Đế quốc Đức mới chiếm được từ tay Pháp, và sau đó ông được lãnh chức Tư lệnh của Sư đoàn số 10 vào năm 1873.
Sau khi chịu một cơn đột quỵ vào năm 1879, Karl Gustav von Sandrart đã giải ngũ vào năm 1880 với quân hàm Thượng tướng Bộ binh. Ông đã từ trần vào ngày 27 tháng 1 năm 1898 tại Koblenz.

## Gia đình
Vào năm 1861, Sandrart đã kết hôn với Wilhelmine, con gái của Thượng tướng Bộ binh Moritz von Hirschfeld. Cuộc hôn nhân đã mang lạiA cho ông ba người con gái.

## Tặng thưởng
- Huân chương San Fernando vào năm 1859
- Hiệp sĩ Huân chương Quân sự Max Joseph vào năm 1871
- Huân chương Đại bàng Đỏ hạng nhất với Bó sồi và Thanh kiếm trên Chiếc nhẫn vào năm 1875
- Chỉ huy Huân chương Hoàng gia Hohenzollern với Ngôi sao vào năm 1875